# Грандате
Грандате (итал. Grandate) — коммуна в Италии, находится в регионе Ломбардия, подчиняется административному центру Комо.
Население составляет 2896 человек, плотность населения составляет 1448 чел./км². Занимает площадь 2 км². Почтовый индекс — 22070. Телефонный код — 031.
Покровителем коммуны почитается святой апостол Варфоломей, празднование 24 августа.

## Города-побратимы
- Посе-сюр-Сис, Франция